# Down with Wilco
Down with Wilco är The Minus 5:s femte studioalbum. På skivan medverkar Peter Buck, Ken Stringfellow och Wilco, från vars medverkan skivans titel härrör.

## Låtlista
Alla låtar är skrivna av Scott McCaughey, om inte annat anges.
1. "The Days of Wine and Booze" – 3:42
2. "Retrieval of You" (Scott McCaughey/Jeff Tweedy) – 3:51
3. "That's Not the Way That It's Done" – 3:29
4. "The Town That Lost Its Groove Supply" – 2:35
5. "Daggers Drawn" – 2:47
6. "Where Will You Go?" – 3:17
7. "Life Left Him There" – 3:00
8. "The Family Gardener" (Scott McCaughey/Jeff Tweedy) – 2:44
9. "The Old Plantation" – 3:40
10. "What I Don't Believe" – 2:29
11. "View from Below" – 3:17
12. "I'm Not Bitter" (Tad Hutchison/Scott McCaughey) – 2:58
13. "Dear Employer (The Reason I Quit)" – 4:13